# Dan Taylor
Daniel "Dan" Taylor (Cleveland, 12 mei 1982) is een Amerikaanse atleet die is gespecialiseerd in het kogelstoten en kogelslingeren. Hij was tweevoudig NCAA-kampioen, elfvoudig NCAA All-American en zevenvoudig Big Ten-kampioen.
Zijn beste prestatie is een tweede plek op de Amerikaanse kampioenschap kogelstoten in 2007 met een worp van 21,00 m. Op 1 februari 2008 werd hij tijdens de Milrose Games in de Verenigde Staten vierde met 20,38 meter. Het onderdeel werd gewonnen door zijn landgenoot Adam Nelson met een afstand van 22,0.
Hij studeerde aan de Staatsuniversiteit van Ohio. In 2005 behaalde hij een B.S. in landbouw. Als hoofdvak volgde hij Construction Systems Management en als bijvak volgende hij City and Regional Planning.
Hij wordt anno 2012 gesponsord door Nike, Inc.

## Titels
- NCAA-kampioen kogelstoten - 2004
- NCAA-kampioen kogelslingeren - 2004
- NCAA-kampioen (regio Mideast) - 2004

## Palmares

### Kogelstoten
- 2004:  NCAA-kampioenschappen - 18,73 m
- 2008:  Wereldatletiekfinale - 20,38 m

### Kogelslingeren
- 2004:  NCAA-kampioenschappen - 63,13 m

## Persoonlijke records

### Outdoor
| Onderdeel      | Prestatie | Datum         | Plaats   |
| -------------- | --------- | ------------- | -------- |
| kogelstoten    | 21,78 m   | 23 mei 2009   | Tucson   |
| discuswerpen   | 59,00 m   | 30 mei 2003   | Columbus |
| kogelslingeren | 67,79 m   | 26 maart 2004 | Tempe    |

### Indoor
| Onderdeel   | Prestatie | Datum           | Plaats |
| ----------- | --------- | --------------- | ------ |
| kogelstoten | 21,57 m   | 27 januari 2007 | Boston |